# Boogie Down!
Boogie Down! es el cuarto álbum de estudio del cantante estadounidense Eddie Kendricks. Fue publicado en marzo de 1974 a través del sello discográfico Tamla.

## Recepción de la crítica
Un escritor no especificado de la revista Cash Box escribió: “Frank Wilson y Leonard Caston utilizan su propia integridad para hacer de este paquete algo muy por encima de diez sonidos similares a «Boogie Down»”. Un escritor no especificado de Billboard escribió: “[Boogie Down!] presenta nuevos trabajos que el vocalista maneja con facilidad”.

## Rendimiento comercial
Billboard informó en la semana que finalizó el 16 de marzo de 1974 que Boogie Down! fue una selección en radio FM con emisión en KSJO-FM, una de las principales estaciones de los Estados Unidos.

## Lista de canciones
| Lado uno |                                   |                                         |          |  |
| N.º      | Título                            | Escritor(es)                            | Duración |  |
| 1.       | «The Thin Man»                    | Frank Wilson Leonard Caston Anita Poree | 3:40     |  |
| 2.       | «Tell Her Love Has Felt the Need» | Caston Kathy Wakefield                  | 4:30     |  |
| 3.       | «Son of Sagittarius»              | Wilson Caston Poree                     | 3:41     |  |
| 4.       | «Boogie Down»                     | Wilson Caston Poree                     | 7:07     |  |

| Lado dos |                                     |                                   |          |  |
| N.º      | Título                              | Escritor(es)                      | Duración |  |
| 1.       | «Hooked on Your Love»               | Wilson Terri McFaddin Don Daniels | 3:30     |  |
| 2.       | «Honey Brown»                       | Wilson McFaddin Daniels           | 5:18     |  |
| 3.       | «You Are the Melody of My Life»     | Daniels McFaddin                  | 4:00     |  |
| 4.       | «Trust Your Heart»                  | Wilson Caston McFaddin            | 4:13     |  |
| 5.       | «Girl of My Dreams»                 | Caston Wakefield                  | 3:28     |  |
| 6.       | «Loving You the Second Time Around» | Wilson Caston Pam Sawyer          | 3:12     |  |

## Créditos y personal
Créditos adaptados desde las notas de álbum de Boogie Down!
Músicos
- Eddie Kendricks – voz principal y coros
- Melvin „Wah-Wah” Ragin – guitarra
- Jack Ashford – pandereta, percusión
- King Errisson – conga
- Gary Coleman – percusión, vibráfono, timbal de concierto
- James Jamerson – bajo eléctrico
- Darrell Clayborne – bajo eléctrico
- Greg Poree – guitarra
- Harold Johnson – órgano, piano eléctrico
- Kenny Rice – batería
- Dean Parks – guitarra
- Dennis Coffey – guitarra
- Ed Greene – batería
- Jerry Peters – teclados
- Mike Campbell – armónica
- James Gadson – batería
- Gene Pello – batería
- Aaron Smith – batería
- Roger Bethelmy – batería
- Wilton Felder – saxofón en «Honey Brown»
- Leonard Caston – clavinet, piano, órgano, teclados

Personal técnico
- Frank Wilson – productor, arreglos, mezclas
- Leonard Caston – productor, arreglos, orquestación
- David van de Pitte – arreglos, orquestación
- James Carmichael – arreglos, orquestación
- Russ Terrana – ingeniero de audio
- Art Stewart – ingeniero de audio
- Cal Harris – ingeniero de audio
- Andrew Berliner – ingeniero de audio, mezclas
- Lynn Allen – coordinación, inspiración
- Jim Britt – diseño de portada, fotografía

## Posicionamiento

### Gráfica semanal
| Gráfica (1974)                            | Pico de posición |
| ----------------------------------------- | ---------------- |
| Estados Unidos (Billboard Top LPs & Tape) | 30               |
| Estados Unidos (Billboard Soul LPs)       | 1                |

### Gráfica de fin de año
| Gráfica (1974)                      | Pico de posición |
| ----------------------------------- | ---------------- |
| Estados Unidos (Billboard Soul LPs) | 38               |